# 日月明功虐死案
日月明功虐死案，又稱日月明功案，是2013年臺灣的一宗罪案，加入新興宗教團體「日月明功」的彰化縣黃姓婦人在宗教機構虐兒致死。
彰化檢警調查：黃婦加入日月明功後，懷疑就讀鹿港高中三年級的詹姓兒子吸毒，將詹生帶至該團體的靈修會所默園戒毒；但其後屍檢得出，詹非吸毒死亡，而是因長期受虐跟營養不良致死。

## 經過
- 2013年5月18日，黃芬雀將其子詹姓高中生（國立鹿港高中應屆畢業生）關進彰化縣和美鎮默園，宣稱詹生吸食毒品，要幫他進行戒毒。期間詹生遭到毆打、禁食等虐待。[2]
- 2013年6月5日，詹生彌留，黃芬雀跟日月明功會員許愛珍將詹生送至台中市中山醫學大學附設醫院大慶院區，之後詹生去世。[2]

## 事發後
- 2013年11月18日，彰化地檢署偵訊後向彰化地方法院聲請羈押涉嫌軟禁、虐打兒子致死的黃芬雀，彰化地方法院裁定羈押。另與黃芬雀一起靈修的許愛珍也涉嫌，訊後以新台幣10萬元交保。
- 2013年12月5日，詹生的姊姊表示，解剖檢驗報告（由頭髮採樣）證實詹生沒有毒品反應，但死因和日月明功有關連。本日也是該案件首次出現在新聞版面上。
- 2013年12月12日，彰化地檢署搜索日月明功的9個處所，將陳巧明帶回偵訊。
- 2013年12月13日，彰化地方法院裁定，陳巧明與日月明功成員林甫朋、許愛珍、劉享易、吳仁甫、詹生母親黃芬雀羈押禁見。

## 審判
- 2014年1月10日，全案偵結，彰化地檢署起訴8人，分別為陳巧明、黃芬雀、許愛珍、劉享易、林甫朋、吳仁甫、王昱翔以及尤威評；其中陳巧明因涉嫌教唆他人毆打凌虐詹生，遭檢方依傷害致死罪起訴，求處重刑。[3]
- 2014年12月9日，彰化地方法院一審宣判，陳巧明13年有期徒刑，黃芬雀4年半有期徒刑，許愛珍4年有期徒刑，其餘5名被告判處6個月至3年10個月不等之有期徒刑。同時陳巧明續押2個月後移監服刑。
- 2015年1月12日，彰化地檢署公訴檢察官認為所有被告刑期過輕，決定提起上訴。[4]
- 2015年8月27日，臺灣高等法院臺中分院二審宣判，陳巧明有期徒刑13年、黃芬雀有期徒刑4年6月。同時陳巧明續押。
- 2016年3月11日，中華民國最高法院依《中華民國刑法》傷害罪、私行拘禁致死罪等罪判決，陳巧明13年徒刑，黃芬雀4年6月徒刑，共犯許愛珍、劉享易與林甫朋等3名各3年8月到4年定讞，僅王昱翔發回更審。[5]

## 教主陳巧明資歷
陳巧明（1954年11月4日生）於1997年創立日月明功。原為舞蹈老師，1994年開設「巧明舞藝中心」，原本一開始是單純的舞蹈教室，教授芭蕾舞、韻律體操、土風舞等各種舞蹈，內容非常單純。2008年陳巧明離婚後，常說自己的婚姻不幸福，不斷灌輸信徒「自己最重要，家庭只是附屬品」，入會學員必須尊稱她為「Sunshine」（陽光）。從案發至今，陳巧明一再地否認教唆施虐，並且說辭不一。

## 靈修活動
日月明功的教義為：「日月明功最好，自己最好！」
陳巧明要求學員必須分享日月明功有助於工作、心靈成長的心得，一旦陳述不出具體內容，就得在全體學員和陳巧明面前認錯。或是安排學員集體譴責，甚至是賞耳光，並要求受罰者寫悔過書。
周末假日會集體包車將會員送至嘉義市一間婦產科，由醫師顏正松開立處方。

## 其他成員說法
2013年12月12日，已脫離日月明功的前學員表示，陳巧明的控制欲望十分強烈，她會用各種方式去箝制學員的思想、行動，會當眾怒斥、甩耳光羞辱學員，還會以暴力威脅想脫離日月明功的學員，恐嚇想脫離日月明功的學員遭天譴、家破人亡。另外，陳巧明的四位忠心女弟子劉秀鳳、許愛珍、張雅琳、賴悅秋，合稱「四大護法」，分管日月明功事務；其中劉秀鳳更是陳巧明的「大掌櫃」，負責管理財務、統御其他幹部。

## 流行文化
- 2019年台灣電子遊戲《還願》藉鑒了日月明功案中母親對孩子依靠宗教力量「治療」的場景[9][10]。